# Westland Wallace
Westland Wallace – brytyjski samolot bombowy i rozpoznawczy z okresu międzywojennego. Wersja rozwojowa samolotu Westland Wapiti.

## Historia
Zachęcona sukcesem swego lekkiego bombowca Wapiti, firma Westland w 1931 przygotowała prototyp wersji rozwojowej PV 6, całkowicie metalowej, z dłuższym o 51 cm kadłubem i nowym silnikiem Bristol Pegasus IV o mocy 655 KM. Maszyna miała dużo lepsze osiągi od poprzednika i Ministerstwo Lotnictwa zamówiło przebudowę 12 Wapiti na nowe maszyny.
Dostarczana od 1933 wersja Mk I napędzana była silnikiem Bristol Pegasus IIM3 o mocy 570 KM; jako pierwszy otrzymał 501 Dywizjon RAF. Następnie przebudowano jeszcze 56 Wapiti. Dwa lata później, w 1935, Westland przygotował wersję Mk II, z całkowicie zakrytą kabiną i silnikiem Bristol Pegasus IV o mocy 655 KM. Wersji tej zamówiono w latach 1935–1936 104 sztuki (w dwóch seriach 75 i 29 maszyn).

## Służba

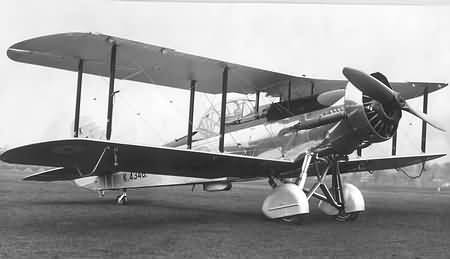
Westland Wallace Mk II

Na prototypie Westland PV-6 Wallace dokonano pierwszego przelotu nad Everestem w 1933 (załogę stanowili Douglas Douglas-Hamilton – pilot i Stewart Blacker – obserwator). Do lotu wysokościowego maszynę specjalnie zmodyfikowano, wyposażając w turbodoładowany silnik i prostą instalację tlenową.
Samoloty Westland Wallace znalazły się na wyposażeniu 501, 502, 504, 608 i 610 dywizjonu RAF, oraz w Anti-Aicraft Cooperation Flight w Biggin Hill. Na początku II wojny światowej w służbie pozostawały jeszcze 83 maszyny, używane głównie do holowania celów powietrznych. Wycofano je w 1943 roku.

## Opis techniczny

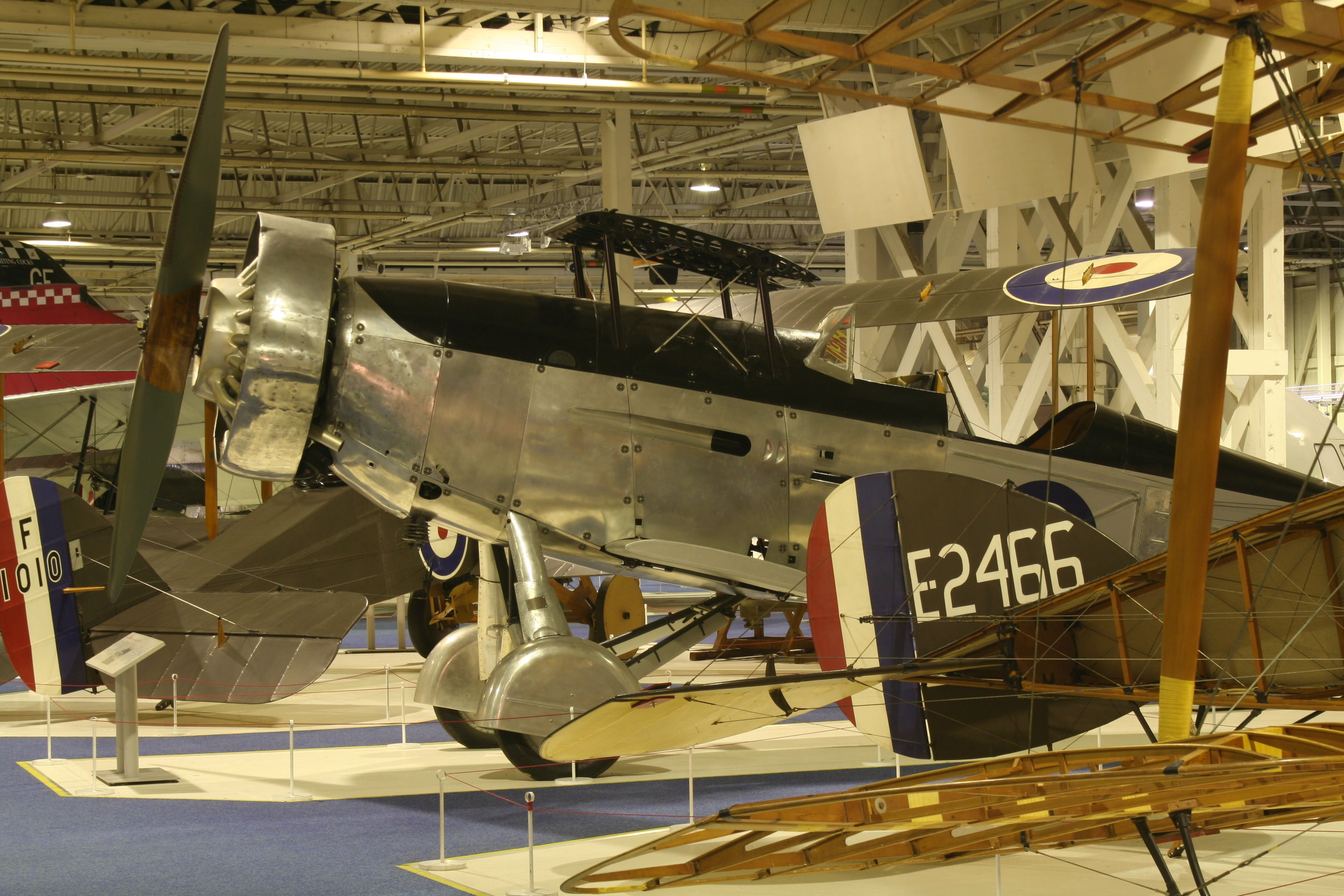
Westland Wallace w Royal Air Force Museum w Londynie

Samolot Westland Wallace był dwumiejscowym samolotem bombowym i rozpoznawczym, dwupłatem o konstrukcji i z pokryciem metalowym. Kabina odkryta w wersji Mk I, zamknięta w Mk II. Podwozie klasyczne – stałe. Napęd – silnik gwiazdowy Bristol Pegasus III lub IV, chłodzony powietrzem, otoczony pierścieniem Townenda.
Uzbrojenie stanowił jeden karabin maszynowy Vickers umieszczony w całości w kadłubie, strzelający na wprost między tłokami silnika, i jeden karabin maszynowy Lewisa, na obrotnicy Scarffa, obsługiwany przez obserwatora. Typowe wyrzutniki bombowe tego okresu pozwalały przenosić dwie bomby 250-funtowe, lub cztery 112-funtowe, ale samolot mógł przenosić tysiącfuntową bombę jako „ładunek specjalny”